# Heinrich Marx
Heinrich Marx (ur. 3 stycznia 1835 w Antoniowie, zm. 28 sierpnia 1911 we Wrocławiu) – biskup rzymskokatolicki, biskup tytularny Kolosów, biskup pomocniczy wrocławski w latach 1900–1911.
Heinrich Marx zdał maturę w gimnazjum w Opolu, a następnie studiował teologię na Uniwersytecie Wrocławskim. 12 czerwca 1858 przyjął święcenia kapłańskie.
W latach 1858–1868 Heinrich Marx był wikariuszem w Grzędzinie. W kwietniu 1868 został proboszczem w Kujawach. Latem 1870 był prezentowany przez Marię Thiele-Winkler na administratora parafii w Miechowicach, a 12 listopada 1871 objął tam funkcję proboszcza. Pełnił także urząd powiatowego inspektora szkolnego. W 1882 w Tarnowskich Górach pełnił funkcję dziekana, a w 1883 był komisarzem biskupim w Pszczynie. 
24 listopada 1892 został mianowany kanonikiem kapituły katedralnej we Wrocławiu, a w 1900 jej dziekanem. 11 czerwca 1900 został mianowany biskupem Colossów i biskupem pomocniczym wrocławskim. Święcenia biskupie przyjął 24 czerwca 1900 w katedrze wrocławskiej. 1 czerwca 1904 otrzymał doktorat honoris causa wydziału teologii katolickiej Uniwersytetu Wrocławskiego. Od 1905 chorował, a od wiosny 1909 praktycznie nie pełnił obowiązków z powodu złego stanu zdrowia.